# 共正海運
共正海運株式会社（きょうしょうかいうん）は、徳島県徳島市に本社のある会社である。かつて徳島港を拠点として、大阪府大阪市、兵庫県神戸市等への貨客船航路、フェリーを運航していた。
1998年（平成10年）の明石海峡大橋及び神戸淡路鳴門自動車道の開通に伴い、すべての旅客船事業を廃止、海運業から撤退し、現在は倉庫事業、不動産賃貸業、石油製品販売事業、駐車場事業、ゴルフ練習場の運営を行っている。本項では、主にかつて運航していた定期旅客航路について解説する。

## 歴史
法人としては三つの時期に分けられる。初代法人と共正海運社との関係は不明瞭であるが、公式サイトでは初代法人設立年を創業としている。

### 共正海運株式会社（初代）
1918年（大正7年）、徳島市に共正海運株式会社（初代法人）として設立、徳島 - 阪神航路に貨物船を運航、1921年（大正10年）2月20日に商号を松島汽船株式会社に変更、同月22日に本社を大阪市に移転した。1922年（大正11年）2月15日、東京市の第一倉庫株式会社と徳島市の徳島自動車株式会社を合併。同年12月10日には商号を木材倉庫株式会社に変更、本社を東京市に移転。1923年（大正12年）3月5日、城東木材工業株式会社に合併される。1924年（大正13年）3月9日、城東木材工業解散。

### 合資会社共正海運社→株式会社共正海運社
1926年（大正15年）5月10日、徳島市にて合資会社共正海運社設立。同年11月20日、株式会社共正海運社設立。1931年（昭和6年）12月31日解散。

### 共正海運株式会社（2代）
1931年12月15日、神戸市に本店、徳島市（上記、共正海運社本社所在地）と大阪市に支店を置き設立。
1937年（昭和12年）には旅客定期航路の営業を開始した。戦時中と戦後は船舶運営会の運航となるが、1949年（昭和24年）には自社による阪神 - 徳島貨客航路の運航を再開し、1951年（昭和26年）「乙女丸」、1961年（昭和36年）「甲山丸（2代）」の新造船が就航、1960年代には自社で各港の港湾荷役業務を行うようになり、1940年（昭和15年）以来の陸運と合わせて海陸一貫輸送の体制を整えた。
1964年（昭和39年）、南海汽船の小松島 - 和歌山航路にフェリーが就航し、徳島 - 本州航路もフェリーの時代を迎えると、翌1965年（昭和40年）、阿波国共同汽船との共同運航により、徳島 - 深日（大阪府岬町）間の徳島フェリーを開設する。当時の各港にフェリーの発着する設備は無く、航路開設にあたっては別会社を設立しての資本投下が行われた。1971年（昭和46年）には阪神航路も共同汽船・関西汽船と共同運航の徳島阪神フェリーとなり、在来貨客船は姿を消した。1973年（昭和48年）に共正汽船株式会社を設立し、以後、船舶の保有及び航路の運営は共正汽船によって行われるようになった。
一方、1978年（昭和53年）に神戸船舶と共同出資の徳島高速船株式会社が徳島 - 大阪、1986年（昭和61年）には子会社の徳島シャトルライン株式会社が徳島 - 和歌山の、各高速船航路に就航し、旅客輸送についても高速輸送時代への対応が行われた。高速船航路についての詳細は徳島高速船の項目を参照されたい。
1985年（昭和60年）に大鳴門橋が開通すると、徳島フェリーは航路縮小の対象となり、徳島 - 阪神間の輸送も海上区間の短い淡路島経由へ次第に移行する。徳島阪神フェリーも少なからず影響を受けた一方、徳島高速船は1990年代に高速化と増便を重ね、定員300名の大型高速船が一日12往復の運航となり、活況を呈した。また、1990年（平成2年）には神戸 - 徳島・鳴門の水中翼船を運航していた阪急汽船の経営に参画し、のちに徳島高速船に合併している。
1993年（平成5年）に徳島フェリーの運航を休止（のち廃止）、そして1998年（平成10年）の明石海峡大橋開通に伴い、徳島阪神フェリー、徳島高速船、徳島シャトルラインの全航路を廃止し、定期航路及び海運業から撤退した。
戦前の摂陽商船と戦後の関西汽船、戦前戦後を通じて共同汽船の運航した小松島航路の大型客船に比べ、共正海運の貨客船は地味な存在であったが、フェリー化で関西汽船に先行し、日本ホーバーラインの失敗後に高速船を導入して定着させるなど、淡路島 - 徳島間バス連絡の高速船を運航した共同汽船とともに、徳島 - 阪神間海上輸送において、最終的には主導的な役割を担うに至った。

## 航路

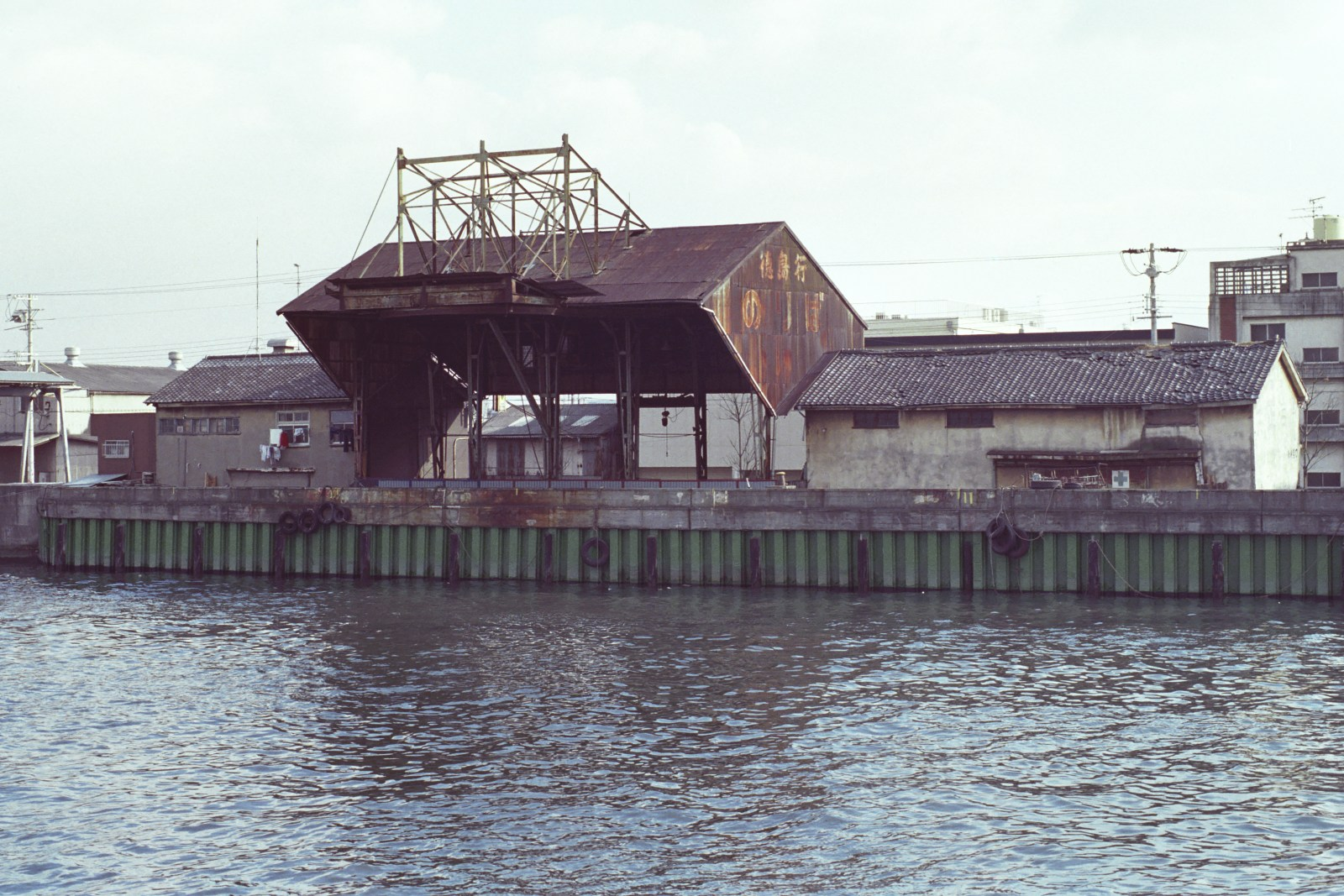
大阪港九条ターミナル
航路廃止後（1985年）

フェリー各航路の詳細については各々の項目を参照されたい。
- 徳島 - 神戸（兵庫港） - 大阪（九条）

洲本寄港の時期もあった
航路距離87.3km。基本的に一日に夜行便1往復の運航。貨客船。
- 徳島（末広） - 深日

徳島フェリー。
- 徳島（南沖洲） - 神戸（青木）
- 徳島（南沖洲） - 大阪（南港）

徳島阪神フェリー。

## 船舶

### 共正海運（初代）
- 第一共正丸[15]

1910年12月進水、木造、レシプロ機関。46総トン。
- 第二共正丸[15]

1914年4月進水、木造、スクーナー・レシプロ機関。56総トン。
- 第三共正丸[15]

1916年11月進水、木造、レシプロ機関。116総トン。
- 第五共正丸[15]

1917年7月進水、木造、スクーナー・発動機。34総トン。
- 第六共正丸[15]

1917年9月進水、木造、スループ・発動機。56総トン。

### 共正海運社
- 喜美丸[16]

1918年7月進水、木造、80総トン、スループ・発動機船。石川県七尾町で建造、朝鮮より買船。
1932年2月18日、個人船主に売船

### 共正海運（2代）→共正汽船

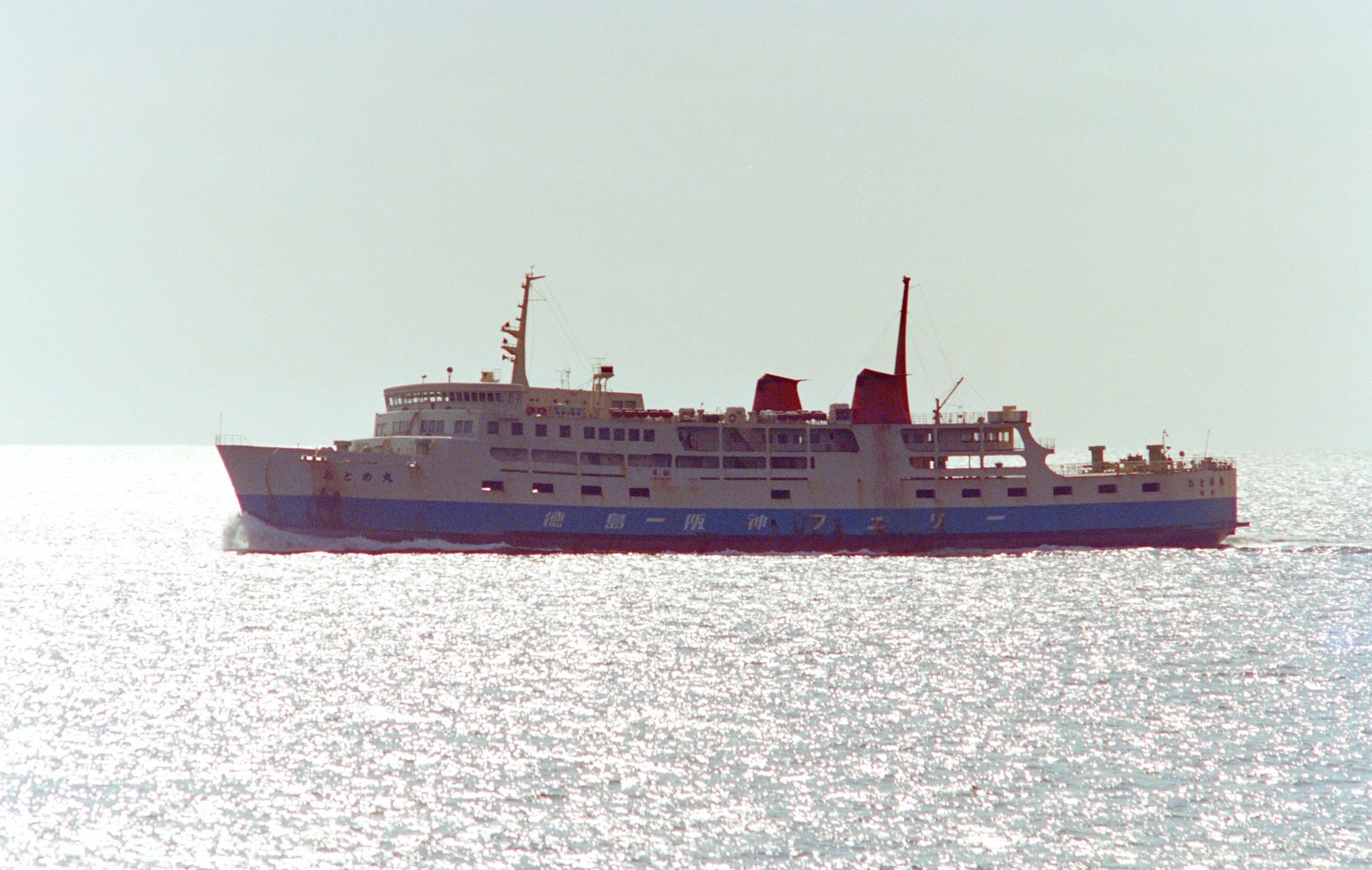
おとめ丸（徳島阪神フェリー）

- ときわ丸[19]

1936年12月竣工、中田造船建造、鋼製。個人船主所有。
190総トン、焼玉機関、航海速力10.5ノット、旅客定員118名。
- 甲山丸（初代）→春開丸[20]

1934年5月進水、もと神戸桟橋所有。
288総トン、焼玉機関→ディーゼル、機関出力470ps、航海速力8.0ノット、旅客定員169名。
- 乙女丸[20]

1951年4月進水、新三菱重工業神戸造船所建造。
347総トン、ディーゼル1基、機関出力670ps、航海速力9.5ノット、旅客定員171名。
就航後、貨物増槽のため船体延長。
- 甲山丸（2代）[22]

1961年1月進水、新三菱重工業神戸造船所建造。
437.32総トン、ディーゼル1基、機関出力750ps、航海速力11.5ノット、旅客定員129名。
- いずみ丸[23]

1965年1月進水、波止浜造船建造。
1,051.35総トン、全長68.78m、型幅14.80m、型深さ4.40m、ディーゼル2基、機関出力3,000ps、航海速力15ノット。
旅客定員595名、大型トラック22台・乗用車9台。
徳島フェリーに就航、共同汽船「あわ丸」と同型。
- とくしま丸[23]

1969年5月進水、三菱重工業下関造船所建造。共同汽船と共有。
1,257.10総トン、全長69.51m、型幅14.80m、型深さ4.50m、ディーゼル4基、機関出力3,720ps、航海速力15.10ノット。
旅客定員618名、大型トラック23台または乗用車58台。
徳島フェリーに就航。
- おとめ丸[23]

1971年5月進水、福岡造船建造。
2,922.10総トン、全長101.55m、型幅19.20m、型深さ6.15m、ディーゼル4基、機関出力8,000ps、航海速力18.75ノット。
旅客定員850名、トラック50台・乗用車30台。
徳島阪神フェリーに就航。共同汽船「うらら丸」と同型。